# Gading (Sale)
Gading is een bestuurslaag in het regentschap Rembang van de provincie Midden-Java, Indonesië. Gading telt 1703 inwoners (volkstelling 2010).